# Isochariesthes ludibunda
Isochariesthes ludibunda är en skalbaggsart som först beskrevs av Konrad Fiedler 1939.  Isochariesthes ludibunda ingår i släktet Isochariesthes och familjen långhorningar. Inga underarter finns listade i Catalogue of Life.